# Dave Le Grys
David „Dave“ Le Grys (* 10. August 1955 in Carshelton, Surrey) ist ein ehemaliger britischer Radrennfahrer und nationaler Meister im Radsport.

## Sportliche Laufbahn
Le Grys war Bahnradsportler und begann mit zwölf Jahren mit dem Radsport. Drei Jahre später ging er mit seinen Eltern nach Neuseeland. Dort gewann er als Junior die Meisterschaft im Sprint. Er kehrte kurze später nach Großbritannien zurück.
Le Grys gewann dreimal (1982, 1986, 1987) die nationale Meisterschaft im Sprint. 1976 wurde er Meister im Tandemrennen mit Dave Rowe als Partner. Die Meisterschaft im Keirin konnte er 1987 für sich entscheiden. 1978 gewann er bei den Commonwealth Games die Silbermedaille im Tandemrennen.
1982 wurde er Berufsfahrer und blieb bis 1987 in britischen Radsportteams aktiv. Danach trat er erfolgreich in Seniorennen an und gewann mehr als 20 Weltmeistertitel in verschiedenen Disziplinen.

## Berufliches
Le Grys arbeitete nach seiner aktiven Sportlerkarriere als Trainer im Radsport. 1989 wurde er Nationaltrainer für die Bahnradsportler und blieb bis 1994 im Amt.  Als Trainer nahm er 1992 an den Olympischen Sommerspielen teil. Später arbeitete er in verschiedenen Teams und Vereinen als Trainer.